# Llista de missions diplomàtiques de Guinea Bissau

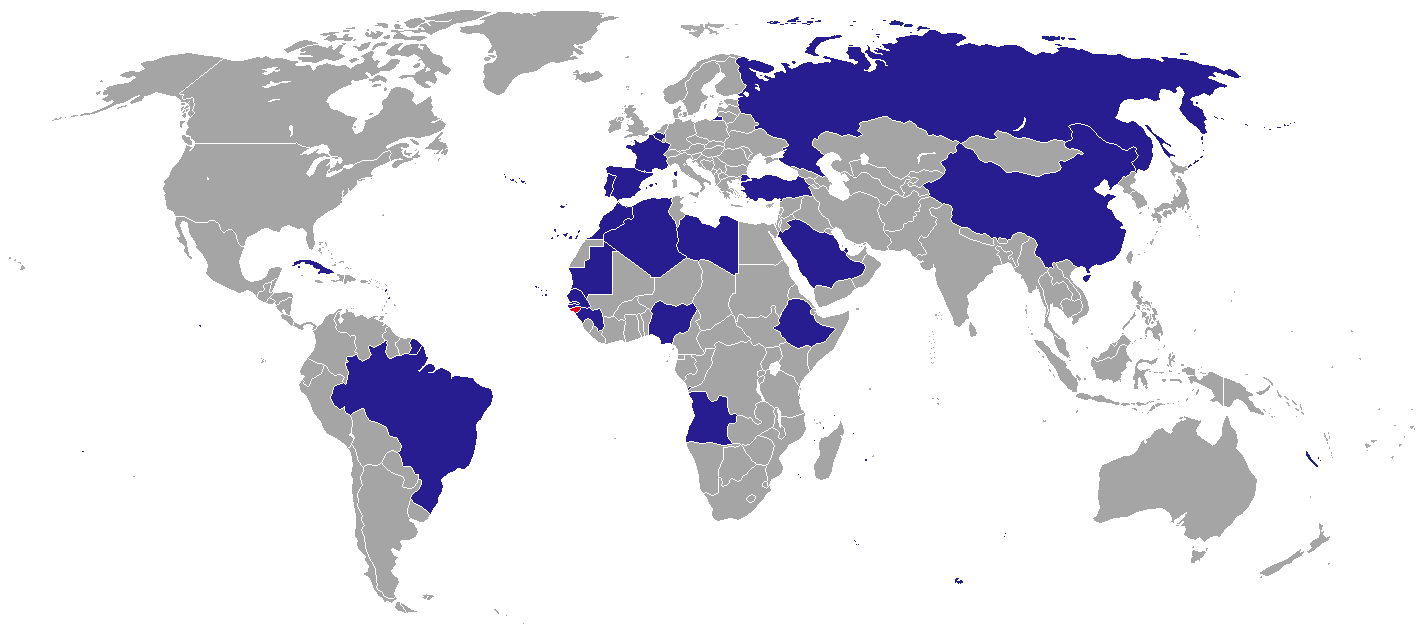
Mapa de missions diplomàtiques de Guinea Bissau

Aquesta és una llista de missions diplomàtiques de Guinea Bissau, amb exclusió dels consolats honoraris. La República de Guinea Bissau segueix una política exterior no alineada i busca relacions d'amistat i cooperació amb una àmplia varietat d'estats i organitzacions. França, Portugal, Angola, Brasil, Xina, Egipte, Nigèria, Líbia, Cuba, l'Organització per l'Alliberament de Palestina, Veneçuela i Rússia tenen oficines diplomàtiques a Bissau.

## Àfrica
- Algeria
  - Alger (Ambaixada)
- Gambia
  - Banjul (Ambaixada)
- Guinea
  - Conakry (Ambaixada)
- Senegal
  - Dakar (Ambaixada)
  - Ziguinchor (Consulat general)

## Amèrica
- Brasil
  - Brasília (Ambaixada)
- Cuba
  - L'Havana (Ambaixada)
- Veneçuela
  - Caracas (Ambaixada)

## Àsia
- R.P. de la Xina
  - Beijing (Ambaixada)
- Iran
  - Teheran (Ambaixada)

## Europa
- Belgium
  - Brussel·les (Ambaixada)
- France
  - París (Ambaixada)
- Portugal
  - Lisboa (Ambaixada)
- Russia
  - Moscou (Ambaixada)

## Organitzacions multilaterals
- Nacions Unides
  - Nova York (delegació de les Nacions Unides)